# إيفا ماريا هاجن
إيفا ماريا هاجن (بالألمانية: Eva-Maria Hagen)‏ (و. 1934 – م) هي ممثلة، ومغنية، وممثلة مسرحية، وممثلة أفلام من ألمانيا .

## روابط خارجية
- إيفا ماريا هاجن على موقع IMDb (الإنجليزية)
- إيفا ماريا هاجن على موقع روتن توميتوز (الإنجليزية)
- إيفا ماريا هاجن على موقع مونزينجر (الألمانية)
- إيفا ماريا هاجن على موقع ألو سيني (الفرنسية)
- إيفا ماريا هاجن على موقع ميوزك برينز (الإنجليزية)
- إيفا ماريا هاجن على موقع أول موفي (الإنجليزية)
- إيفا ماريا هاجن على موقع قاعدة بيانات الأفلام السويدية (السويدية)
- إيفا ماريا هاجن على موقع ديسكوغز (الإنجليزية)
- إيفا ماريا هاجن على موقع قاعدة بيانات الفيلم (الإنجليزية)
- إيفا ماريا هاجن على موقع كينوبويسك (الروسية)